# Lodovico Flori
Lodovico Flori (Fratta Todina, 26 de diciembre de 1579-Palermo, 24 de agosto de 1647) fue un jesuita, economista y contador italiano.

## Biografía
Lodovico Flori entró en la Compañía de Jesús siendo doctor In utroque jure. Estudió dos años de teología en Mesina y fue procurador de la provincia de Sicilia desde 1617 a 1632. Enviado, entonces, al noviciado de Palermo, fue confesor y catequista. Para que otros jesuitas se pudieran beneficiar de sus años de experiencia, Flori publicó su Trattato, que «marca la cota más alta de la contabilidad italiana hasta 1800».  En su obra, estableció, en efecto, la base de la teoría moderna del balance económico. Tradujo, además, muchos libros de espiritualidad, escritos por jesuitas (como Jeremías Drexelio, Luis de la Palma, Juan Eusebio Nieremberg, entre otros).

## Obras
- Trattato del modo di tenere il libro doppio domestico col suo essemplare. Palermo: per Decio Cirillo. 1636.